# Alekseïevski
Alekseïevski (Муниципальный округ Алексеевский) est un district municipal de la ville de Moscou, capitale de la Russie, dépendant du district administratif nord-est.

## Territoire et frontières
La limite du district Alekseïevski suit l’axe du lit de la rivière Iaouza, puis les contours est et sud-est de l’emprise ferroviaire de la ligne Iaroslavl des chemins de fer de Moscou (MJD), la bordure sud-ouest de l’emprise de la branche de raccordement de Mytkchi (ligne MJD), et enfin l’axe de l’avenue Mira jusqu’à la rivière Iaouza. Le district est situé entre les districts de Rostokino au nord, Mechtchanski et Krasnoselski au sud, Ostankinski et Marina Roshcha à l’ouest, ainsi que Sokolniki et Bogorodskoïe à l’est.
La superficie du district s’élève à 529 hectares.

## Histoire
On suppose que l’histoire de l’établissement, connu plus tard sous le nom de village Alekseïevskoïe, remonte à la fin du XIVe siècle. En tout cas, le grand-prince Vassili Ier Dmitrievitch mentionne dans son testament de 1407 le village Alekseïevskaïa comme faisant partie de son domaine et indique qu’il appartenait auparavant au boyard Fiodor Andreïevitch Sviblo. Plus tard, le propriétaire du village devint le diak Andreï Yarlyk, qui le céda vers 1456 au monastère de Tchoudov. Au milieu du XVIe siècle, le village est déjà qualifié de «seltsó» (petit village); on suppose qu’il appartenait alors à Zakharie Vassilievitch Kopytov.
Au début du XVIIe siècle, l’établissement faisait partie du stan Vassilievski du district de Moscou et s’appelait «seltsó Kopytovo na retchke Retonke» (plus tard, ce affluent de la Iaouza, ainsi que le village, furent appelés Kopytovka). Le village, entouré d’une forêt dense, était traversé par la Grande Route de la Trinité (à partir du début du XIXe siècle, la route de Iaroslavl), qui menait à la laure de la Trinité-Saint-Serge. Selon les registres fonciers de 1623, le seltsó était auparavant la propriété du diak d’État Poutilo Mikhaïlov. En 1621, le tsar Mikhaïl Fiodorovitch offrit Kopytovka comme pomestie (domaine) au prince D. T. Troubetskoï. La veuve du prince, Anna Vassilievna, fit construire à Kopytovka une église en pierre «dédiée à Alexis, l’homme de Dieu» (démolie en 1824 en raison de son état de délabrement) ; on pense que l’église fut ainsi nommée pour plaire au tsar Alexis Mikhaïlovitch. À partir de 1647, l’établissement est connu sous le nom de village Alekseïevskoïe.
La veuve mourut sans laisser d’héritier en 1662, après quoi Alekseïevskoïe passa sous le contrôle de l’administration des domaines du Palais. Alexis Mikhaïlovitch y fit construire un palais d’étape, qu’il utilisait lors de ses voyages annuels à la laure de la Trinité-Saint-Serge pour ses pèlerinages. En 1667, une écurie fut érigée dans le village, et entre 1673 et 1674, une résidence royale y fut construite. En 1680, sous le règne de Fiodor Alexeïevitch, la construction de l’église de l’icône de la Mère de Dieu de Tikhvine fut achevée.
Aujourd’hui, l’église est protégée par l’État en tant que monument architectural précieux. L’église de Tikhvine est située sur la rue Tserkovnaïa Gorka, elle est de taille imposante et peut accueillir 3 000 personnes. L’église compte cinq chapelles latérales ; elle est un exemple du baroque moscovite, couronnée par une élégante coupole à cinq bulbes et ornée de sculptures décoratives en pierre blanche. L’église possède une acoustique remarquable ; elle abrite une iconostase du milieu du XVIIIe siècle, et dans le réfectoire, des iconostases du XIXe siècle. Les peintures murales, réalisées en 1836 par D. Scotti, ont été restaurées à plusieurs reprises. À l’ouest de l’église se trouve le réfectoire, qui était autrefois relié au palais d’étape en bois du tsar (aujourd’hui disparu). Au XIXe siècle, un petit cimetière, entouré d’un mur de briques, fut aménagé autour de l’église, devenue paroissiale. Depuis 1962, le Saint-Patriarche de Moscou et de toute la Russie célèbre des liturgies divines dans l’église de Tikhvine lors des fêtes patronales — le jour de la mémoire de saint Alexis, l’homme de Dieu, et la fête de l’icône de la Mère de Dieu de Tikhvine.
Pierre Ier et ses successeurs s’intéressèrent peu à Alekseïevskoïe et à la résidence royale qui s’y trouvait, laquelle tomba progressivement en ruine. Au début du XVIIIe siècle, le village appartenait au prince A. D. Menchikov.
Entre 1781 et 1804, le célèbre aqueduc de Mytishchi traversa le village Alekseïevskoïe, une station de captage d’eau y fut construite, et en 1830, la station de pompage Alekseïevskaïa (nommée en l’honneur de V. V. Oldenborger) fut érigée, alimentant un réservoir situé au deuxième étage (niveau supérieur) de la tour Soukhariev; de là, l’eau était distribuée à toute la ville.

En 1917, le village Alekseïevskoïe fut intégré à Moscou. Il fut fusionné avec Rostokino pour former le sous-district Alekseïevo-Rostokinski et intégré au district de Sokolniki. Pendant l’insurrection armée d’Octobre 1917, il servit de point d’approvisionnement pour les bolcheviks. Un fossé fut creusé sur le territoire de l’actuel district, et les ouvriers locaux remirent 119 fusils aux bolcheviks. À la fin des années 1920 et au début des années 1930, le campus étudiant Alekseïevski (aujourd’hui remplacé par des bâtiments de seize étages abritant des dortoirs étudiants) et les premiers immeubles résidentiels de grande hauteur y furent construits. À partir des années 1960, le district connut une construction massive de logements. De 1957 à 1964, le célèbre photojournaliste Iakov Rioumkin vécut au numéro 31 du 3e passage du campus Alekseïevski.

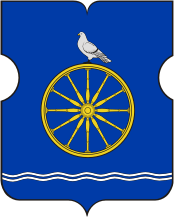
Armes du district
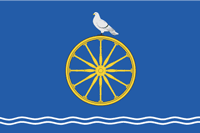
Drapeau du district